# (16016) Boylan
(16016) Boylan es un asteroide de mal conocido del cinturón de asteroides descubierto el 10 de febrero de 1999 durante la campaña "lineal" ( Lincoln Near-Earth Asteroid Investigación ) del observatorio de Socorro del Laboratorio Lincoln ( Nuevo México , Estados Unidos ).
- Datos: Q1481003